# Bernard Brion
Pour les articles homonymes, voir Brion et Le Brun.
Bernard Brion, plus connu sous le nom de Bernard Le Brun, né à Brive et mort au château de Villechaud en 1349, est un prélat français du XIVe siècle, successivement évêque du Puy, de Noyon et d'Auxerre.

## Famille
Il est un neveu du cardinal Raynaud de La Porte, archevêque de Bourges. 

## Biographie
Né à Brive dans le Limousin, il est au moins en partie élevé dans la maison de son oncle Raynaud de La Porte, où selon ses dires il acquiert l'habitude de prendre son premier repas au lever du soleil et son dernier repas vers 15h.
Il est doyen du Puy et de Limoges lorsqu'il est nommé évêque du Puy en 1327.

### Évêché du Puy
Il fait son entrée solennelle au Puy le premier mai 1327. Peu après, Bernard de Rochette, membre du chapitre du Puy, et Alric, chanoine de Mende, lui apportent de la part du pape Jean XXII une quantité importante de reliques. En 1339 sa cathédrale reçoit la dépouille de sainte Elie, une compagne de sainte Ursule.
Mais son caractère dur et altier engendre des conflits avec son chapitre - notamment sur des questions de juridiction, de droit de correction et en regard des domaines de l’évêché. Jean XXII doit intervenir. Pour ces raisons, Bernard Le Brun se lasse du Puy et en 1342 accepte de succéder à Pierre d'André à Noyon.

### Évêché de Noyon
Le 10 juillet 1343 il transige avec le chapitre de Nesle sur la juridiction des curés et des cimetières.
Il assiste au concile de Noyon appelé par Jean de Vienne, archevêque de Reims, le 26 juillet 1344.
En juillet 1346 la commune eut le droit d'octroyer l'imposition, l'autorité e l'évêque fut renforcée par la création de deux sergents supplémentaires et la connaissance des bans et statuts de la ville.
Le 26 août 1346, il prit part à la bataille de Crécy, aux côtés du roi de France, Philippe VI de Valois.

### Évêché d'Auxerre
Il est transféré à Auxerre pendant l'été 1347, une translation pour laquelle il paie la chambre apostolique le 31 octobre 1348.
Son séjour préféré y est la maison épiscopale d'Hodan (Oudan près de Varzy), qu'il fait entourer de palissades ; il y fait construire trois tours et songe à une quatrième tour, ce qui aurait donné à la maison des allures de forteresse à plan carré. Mais malgré sa préférence pour Hodan, il tente de faire casser le traité fait par son prédécesseur Pierre de Villaines et qui affranchissait Hodan, estimant que l'évêché est notablement lésé par cet affranchissement. Comme ce projet n'aboutit pas de son vivant, il lègue 1 000 livres afin qu'il soit continué par son successeur. Mais « personne ne poursuivit ce honteux dessein ».
Il décède le 29 octobre 1349 au château de Villechaud près de Cosne. Selon son souhait, il est inhumé à l'abbaye Saint-Martial de Limoges.